# Michaił Millionszczikow
Michaił Dmitrijewicz Millionszczikow (ros. Михаил Дмитриевич Миллионщиков, ur. 3 stycznia?/16 stycznia 1913 w Groznym, zm. 27 maja 1973 w Moskwie) – radziecki uczony, fizyk i aerodynamik, wiceprezes Akademii Nauk ZSRR.

## Życiorys
W 1927 skończył szkołę kolejową, w 1928 szkołę średnią w Groznym, a w 1932 Wydział Przemysłu Naftowego Instytutu Naftowego w Groznym, później pracował w tym instytucie jako asystent i wykładowca na katedrach wyższej matematyki, wiercenia i mechaniki teoretycznej, jednocześnie był inżynierem w laboratorium wiercenia. Od 1934 do 1943 pracował w Moskiewskim Instytucie Lotniczym jako asystent, starszy wykładowca i adiunkt katedry aerodynamiki aparatów latających, w 1939 został starszym pracownikiem naukowym laboratorium wielkich prędkości Centralnego Instytutu Aerohydrodynamicznego (CAGI) im. Żukowskiego (do 1951). Po ataku Niemiec na ZSRR został ewakuowany do Kujbyszewa, gdzie 1943–1946 był adiunktem katedry aeromechaniki Kujbyszewskiego Instytutu Lotniczego, jednocześnie 1944–1949 był zastępcą dyrektora Instytutu Mechaniki Akademii Nauk ZSRR, a od 1949 do końca życia pracował w Instytucie Energii Atomowej im. Kurczatowa, w którym w 1960 został zastępcą dyrektora. Jednocześnie 1949–1960 i 1967–1973 był kierownikiem katedry fizyki molekularnej Moskiewskiego Instytutu Inżynieryjno-Technicznego, a 1947–1952 profesorem katedry aeromechaniki Moskiewskiego Instytutu Fizyczno-Technicznego. Od 1963 do 1967 był zastępcą przewodniczącego, a od 11 kwietnia 1967 do 27 maja 1973 przewodniczącym Rady Najwyższej RFSRR. W 1964 został członkiem Państwowego Komitetu Rady Ministrów ZSRR ds. Nauki i Techniki, 1966–1973 był przewodniczącym Rady Redakcyjno-Wydawniczej Akademii Nauk ZSRR, od 1961 redaktorem naczelnym pisma „Atomnaja Energija”, a od 1966 redaktorem naczelnym pisma „Wiestnik Akademii Nauk SSSR”, w 1967 został członkiem Głównej Redakcji Wielkiej Encyklopedii Radzieckiej. Był też członkiem Zarządu Wszechzwiązkowego Towarzystwa „Znanije” i zastępcą przewodniczącego Prezydium Centralnej Rady Ogólnorosyjskiego Towarzystwa Ochrony Pomników Historii i Kultury. Wchodził w skład Prezydium Radzieckiego Komitetu Obrony Pokoju. W 1953 został członkiem korespondentem, a w 1962 akademikiem Akademii Nauk ZSRR, od 29 czerwca 1962 do 27 maja 1973 pełnił funkcję wiceprezesa Akademii Nauk ZSRR. W 1946 otrzymał stopień doktora nauk technicznych, a w 1949 profesora. Był zagranicznym honorowym członkiem Amerykańskiej Akademii Sztuk i Nauk w Bostonie (1968), zagranicznym akademikiem Czechosłowackiej Akademii Nauk (1972),  Został pochowany na Cmentarzu Nowodziewiczym.

## Odznaczenia i nagrody
- Złoty Medal „Sierp i Młot” Bohatera Pracy Socjalistycznej (27 kwietnia 1967)
- Order Lenina (pięciokrotnie, 8 grudnia 1951, 22 grudnia 1954, 15 stycznia 1963, 27 kwietnia 1967 i 15 stycznia 1973)
- Order Rewolucji Październikowej (20 lipca 1971)
- Order Czerwonego Sztandaru Pracy (4 stycznia 1954)
- Order „Znak Honoru” (19 września 1953)
- Nagroda Leninowska (1961)
- Nagroda Stalinowska (dwukrotnie, 1951 i 1954)
- Medal „Za ofiarną pracę w Wielkiej Wojnie Ojczyźnianej 1941–1945” (1946)
- Medal „W upamiętnieniu 800-lecia Moskwy” (1947)
- Medal jubileuszowy „W upamiętnieniu 100-lecia urodzin Władimira Iljicza Lenina” (1970)
- Order Pracy I klasy (Węgierska Republika Ludowa, 1970)
- Medal 50-lecia Mongolskiej Rewolucji Narodowej (1972)